# 피네롤로역
피네롤로역(이탈리아어: Stazione di Pinerolo)은 이탈리아 북서부 피에몬테주의 피네롤로 마을과 코무네를 운행한다. 이 역은 토리노-피네롤로-토레 펠리체 철도의 통과 역이다.
2012년부터 토리노 광역시 철도 서비스의 일부인 SFM2 라인에 서비스를 제공한다.

## 역사
역은 토리노-피네롤로 철도가 완성된 1854년에 개통되었다. 1882년에는 기존 트랙에, 트랙을 추가하고 교환기를 통해 네트워크의 나머지 부분과 연결하여 토레 펠리체까지 노선을 확장했다.
1968년까지 철도 야드에 인접한 지역에는 피네롤로-페로사 아르젠티나 트램웨이 시스템이 있었다. 이 트램웨이에 연결된 수많은 시설에서 나오는 상품은 협궤 차량이 여기에서 철도 마차로 옮겨졌다.
2006년 2월 27일, 플랫폼과 5번 트랙이 토레 펠리체의 분기에 활성화되어 더 이상 후진 위치로 향하는 열차에 대해 후진 기동을 할 필요가 없게 되었다.

## 운행편
이 역은 키바소역에서 오는 토리노 광역시 철도 서비스의 2호선 열차의 종점이다. 2012년까지 피네롤로-토레 펠리체 철도를 여행한 호송대의 종점이었다.
| 토리노 SFM                    | 토리노 SFM | 토리노 SFM |
| ----------------------------- | ---------- | ---------- |
| 피네롤로 올림피카 키바소 방면 | SFM2       | 시·종착역  |

## 편의시설
역 내에는 다음과 같은 편의시설이 존재한다.
- 술집
- 카운터 매표소
- 자동 매표소
- 대기실
- 화장실